# Broc Glover
Broc Glover   (El Cajon, 16 de maig de 1960) és un antic pilot professional de motocròs nord-americà. Va competir als Campionats AMA de motocròs entre el 1976 i el 1988 i en va guanyar sis títols de campió, un rècord que es va mantenir durant gairebé 20 anys fins al 2003, quan Ricky Carmichael el va eclipsar finalment. A banda, durant la seva carrera va guanyar una edició del Motocross des Nations i dues del Trophée des Nations amb la selecció dels Estats Units, a més de dos Grans Premis del mundial de motocròs, tots dos disputats als Estats Units. Broc Glover va obtenir tots els seus èxits competint amb l'equip nord-americà de fàbrica de Yamaha.

## Biografia
Anomenat Golden Boy pels seus cabells rossos, Broc Glover va guanyar el Campionat AMA de motocròs de 125cc en el seu primer any complet com a professional, el 1977. Va revalidar el títol els anys 1978 i 1979. El 1978, a més, va guanyar el Gran Premi dels Estats Units de 125cc, a Lexington (Ohio). El 1981 va passar a la classe de 500cc i en va guanyar el campionat AMA a la primera. Aquell any va guanyar també la Trans-USA, coneguda anteriorment com a Trans-AMA. Va tornar a guanyar el campionat AMA de 500cc els anys 1983 i 1985, etapa durant la qual va obtenir els seus principals èxits internacionals amb sengles victòries al Trophée i al Motocross des Nations (1983-1984) i una altra al Gran Premi dels Estats Units de 500cc de 1984, disputat a Carslbad.
El 1987, Glover va fer un cameo a Winners Take All, on apareixia com a un ric playboy que odiava les motocicletes. Al moment de la seva retirada, un cop acabada la temporada de 1988, Glover ostentava el rècord de victòries als campionats de motocròs de l'AMA, tant en 125cc com en 500cc.
L'any 2000, Broc Glover fou incorporat a l'AMA Motorcycle Hall of Fame i el 2010 va rebre el premi Edison Dye a la trajectòria.

## Palmarès

### Títols per any
| Any  | Equip  | Campionat             | Classe |
| ---- | ------ | --------------------- | ------ |
| 1977 | Yamaha | AMA Motocross         | 125cc  |
| 1978 | Yamaha | AMA Motocross         | 125cc  |
| 1979 | Yamaha | AMA Motocross         | 125cc  |
|      |        |                       |        |
| 1981 | Yamaha | Trans-USA             | 500cc  |
| 1981 | Yamaha | AMA Motocross         | 500cc  |
|      |        |                       |        |
| 1983 | Yamaha | Motocross des Nations | -      |
| 1983 | Yamaha | Trophée des Nations   | -      |
| 1983 | Yamaha | AMA Motocross         | 500cc  |
| 1984 | Yamaha | Trophée des Nations   | -      |
| 1985 | Yamaha | AMA Motocross         | 500cc  |

### Resum
- 6 Campionats AMA de motocròs (3 x 500cc, 3 x 125cc)
- 1 Trans-USA
- 1 Motocross des Nations
- 2 Trophée des Nations